# Georg Olesen
 For alternative betydninger, se Georg Olesen (flertydig). (Se også artikler, som begynder med Georg Olesen)
Georg Olesen (født 14. august 1955) er bassist i rockgruppen tv·2. Derudover har han blandt andet indspillet og optrådt sammen med Lis Sørensen, Allan Olsen, Niels Hausgård og Poul Krebs.